# Duny u Sváravy
Duny u Sváravy je přírodní rezervace západně od obce Labské Chrčice v okrese Pardubice. Oblast spravuje Agentura ochrany přírody a krajiny ČR. Důvodem ochrany je zachování význačného geomorfologického prvku – neporušených písečných přesypů (se zbytky psammofilní flóry a fauny).